# Liste des chapitres de Eyeshield 21
La liste des chapitres de Eyeshield 21 décrite ci-dessous est un complément de l'article sur le manga Eyeshield 21. Il contient la liste des volumes du manga parus en presse à partir du tome 1, avec les chapitres qu'ils contiennent.

## Volumes reliés

### Tomes 1 à 10
| no | Japonais         | Japonais          | Français         | Français          |
| no | Date de sortie   | ISBN              | Date de sortie   | ISBN              |
| --- | ---------------- | ----------------- | ---------------- | ----------------- |
| 1 | 20 décembre 2002 | 978-4-08-873370-8 | 16 mars 2005     | 978-2-72-345027-0 |
| Titre du volume : L'homme aux jambes en or Couverture : Sena, Hiruma, Kurita, Mamori, les Frères Ha-ha,Kaoru Hatsujô, Shin et SakurabaListe des chapitres : - 1er Down. L'homme aux jambes en or (黄金の脚を持つ男, Ōgon no Ashi o Motsu Otoko) - 2e Down. Le mur des 5 secondes (5秒の壁, Go-Byō no Kabe) - 3e Down. Il en faut onze ! (11人いる！, Jū-ichi Nin Iru!) - 4e Down. On va les bousiller ! (ぶっころす！！, Bukkorosu!!) - 5e Down. Un héros quand tout va mal ! (ピンチにはヒーロー！！, Pinchi ni wa Hīrō!!) - 6e Down. Tackle le terrain (フィールドをねじ伏せろ, Fīrudo o Nejifusero) - 7e Down. Les onze épouvantails (11 scarecrows, Irebun Sukeakurōzu) |                  |                   |                  |                   |
| 2 | 4 mars 2003      | 978-4-08-873398-2 | 4 mai 2005       | 978-2-72-345028-7 |
| Titre du volume : Un faux héros Couverture : Sakuraba, Shin, Otawara, Takami et Gunpei ShôjiListe des chapitres : - 8e Down. De sa propre main (その手に掴むもの, Sono Te ni Tsukamu Mono) - 9e Down. Une question de force (パワーの世界, Pawā no Sekai) - 10e Down. Un faux héros (インチキ • ヒーロー, Inchiki Hīrō) - 11e Down. Gardes du corps pour une demi-seconde (0.5秒のボディガード, Han-Byō no Bodigādo) - 12e Down. Un coup heureux (ラッキーパンチ, Rakkī Panchi) - 13e Down. Le prince du royaume (王国のプリンス, Ōkoku no Purinsu) - 14e Down. Le magicien diabolique (DEVIL MAGICIAN, Debiru Majishan) - 15e Down. Le chevalier du royaume (王国の騎士, Ōkoku no Kishi) - 16e Down. Deux bouts de papier (紙クズ2枚, Kami Kuzu Ni-Mai) |                  |                   |                  |                   |
| 3 | 4 juin 2003      | 978-4-08-873439-2 | 24 août 2005     | 978-2-72-345029-4 |
| Titre du volume : On leur donne pour nom Deimon Devil Bats Couverture : Sena (Eyeshield 21) & Monta au Premier Plan ; Shin, Hiruma et Mamori en Arrière Plan.Liste des chapitres : - 17e Down. Le combat pour la victoire (勝つための闘い, Katsu Tame no Tatakai) - 18e Down. Le monde à la vitesse de la lumière (光速の世界, Kōsoku no Sekai) - 19e Down. Découragement et commencement (挫折と始まり, Zasetsu to Hajimari) - 20e Down. L'épilogue du prologue (Epilogue of Prologue, Epirogu obu Purorogu) - 21e Down. On leur donne pour nom Deimon Devil Bats (その名は泥門デビルバッツ, Sono na wa Doro Mon Debiru Battsu) - 22e Down. Ce qui fait un héros (ヒーローの形, Hīrō no Katachi) - 23e Down. Bâtir ses rêves sur ses rêves (夢やぶれて夢, Yume Yabure Te Yume) - 24e Down. Dossard 80 : le génie de la réception (背番号80 キャッチの達人, Sebangō Hachi-Jū Kyacchi no Tatsujin) - 25e Down. Déclaration de guerre (宣戦布告, Sensen Fukoku) |                  |                   |                  |                   |
| 4 | 4 août 2003      | 978-4-08-873498-9 | 31 août 2005     | 978-2-72-345030-0 |
| Titre du volume : Le maître de la peur Couverture : Sena (Eyeshield 21) et ShinListe des chapitres : - 26e Down. L'affaire de la mort de Rice (ライス君殺人事件, Raisu Kun Satsujin Jiken) - 27e Down. La raison de se battre (闘いの理由, Tatakai no Riyū) - 28e Down. Hero Monkey (ヒーローモンキー, Hīrō Monkī) - 29e Down. Bad versus Bad - 30e Down. Le maître de la peur (ビビらした男, Bibira Shi Ta Otoko) - 31e Down. La fête aux choux à la crème (シュークリームパーティー, Shū Kurīmu Pātī) - 32e Down. La tour infernale (HELL TOWER, Heru Tawā) - 33e Down. La tour du paradis (HEAVEN TOWER, Hībun Tawā) - 34e Down. Famille, famille (ファミリー • ファミリー, Famirī Famirī) |                  |                   |                  |                   |
| 5 | 3 octobre 2003   | 978-4-08-873519-1 | 2 novembre 2005  | 978-2-72-345031-7 |
| Titre du volume : Powerful Couverture : Les Frères Ha-HaListe des chapitres : - 35e Down. Knight versus Gunman (騎士VSガンマン, Kishi VS Gan Man) - 36e Down. Un héros doit avoir des bases solides (ヒーローは基礎固め, Hīrō wa Kiso Katame) - 37e Down. Ce qui fait un héros (ヒーローの資格, Hīrō no Shikaku) - 38e Down. Le héros vrai de vrai (ホンモノ • ヒーロー, Honmono Hīrō) - 39e Down. On l'appelle "Spy 0021" (Spy 0021, Supai Zero Zero Ni-Jū ichi) - 40e Down. Hommes de la ligne, battez-vous ! (闘えラインマン, Tatakae Rain Man) - 41e Down. Powerful - 42e Down. Les nantis se moquent de leurs adversaires (小市民は挑戦者を笑う, Shō Shimin wa Chōsen Sha o Warau) - 43e Down. Puissance versus technique (パワーVSテクニックVSパワーVSテクニック, Pawā VS Tekunikku VS Pawā VS Tekunikku) |                  |                   |                  |                   |
| 6 | 19 décembre 2003 | 978-4-08-873553-5 | 1er février 2006 | 978-2-72-345377-6 |
| Titre du volume : Vole, Devil Bat Couverture : Sena (Eyeshield 21)Liste des chapitres : - 44e Down. La révolution (大暴動, Dai Bōdō) - 45e Down. Les emmerdeurs (しつこい野郎共, Shitsukoi Yarō Tomo) - 46e Down. Un style d'attaque désolant (哀しき攻撃型, Kanashiki Kōgeki Gata) - 47e Down. Le dieu de la réception (キャッチの神様, Kyacchi no Kamisama) - 48e Down. Vole, Devil Bat ! (跳べデビルバット, Tobe Debirubatto) - 49e Down. Les rois défient les dieux (王は神へと挑む, Ō wa Kami e to Idomu) - 50e Down. Les guerriers bouddhistes (仏門の戦士達, Butsumon no Senshi Tachi) - 51e Down. La main invisible de dieu (神の見えざる手, Shin no Mie Zaru Te) - 52e Down. Seuls les faits signifient quelque chose (実力だけがモノをいう, Jitsuryoku Dake ga Mono o Iu) |                  |                   |                  |                   |
| 7 | 4 mars 2004      | 978-4-08-873578-8 | 5 avril 2006     | 978-2-72-345378-3 |
| Titre du volume : L'homme Musashi Couverture : Sena,Monta et HirumaListe des chapitres : - 53e Down. Faire partie des étoiles d'Hollywood (目指せハリウッドスター!, Mezase Hariuddo Sutā!) - 54e Down. La trinité (三位一体, San I Ittai) - 55e Down. La légende du 60 Yards (60ヤードの伝説, Roku-Jū Yādo no Densetsu) - 56e Down. L'homme Musashi (その男ムサシ, Sono Otoko Musashi) - 57e Down. Il est tout, sauf le feu d'artifice du passé (全ての遠い日の花火だと, Subete no Tōi Hi no Hanabi Da To) - 58e Down. Black Panther (黒い豹, Kuroi Hyō) - 59e Down. Space Shuttle (スペースシャトル, Supēsu Shatoru) - 60e Down. Les liens de la combativité (戦いの絆, Tatakai no Kizuna) - 61e Down. La finale Japon - États-Unis (日米決戦, Nichi Bei Kessen) |                  |                   |                  |                   |
| 8 | 30 avril 2004    | 978-4-08-873598-6 | 6 juin 2006      | 978-2-72-345379-0 |
| Titre du volume : Pourquoi les guerriers dominent Couverture : Sena (Eyeshield 21)Liste des chapitres : - 62e Down. Muscle The America (マッスル THE アメリカ, Massuru Zi Amerika) - 63e Down. Shooting Star 21 (シューティングスター21, Shūtingu Sutā 21) - 64e Down. Pourquoi les guerriers dominent (戦士何故強者を望む, Senshi Naze Tsuwamono o Nozomu) - 65e Down. Hiruma versus Apollo (ヒル魔VSアポロ, Hiruma VS Aporo) - 66e Down. Opération grand nettoyage (大掃除作戦, Dai Sōji Sakusen) - 67e Down. Se découvrir un objectif (もし ほしいものがあるのなら, Moshi Hoshī Mono Ga Aru no Nara) - 68e Down. La cage a été ouverte ouverte (鉄格子は開かれた, Tetsugōshi wa Hirakareta) - 69e Down. Natural Born Sprinter - 70e Down. La réalité de la vie sauvage (野生の現実, Yasei no Genjitsu) |                  |                   |                  |                   |
| 9 | 4 août 2004      | 978-4-08-873641-9 | 22 août 2006     | 978-2-72-345380-6 |
| Titre du volume : Ces hommes qui succombèrent au charme de l'enfer Couverture : HirumaListe des chapitres : - 71e Down. Où ça? Aux USA? (USO！ USA？) - 72e Down. Paradis ou enfer? Le récit du camp d'entraînement américain (天国or地獄?アメリカ合宿編！！, Tengoku ō Jigoku? Amerika Gasshuku Hen!!) - 73e Down. All Star Devil Gunman (オールスターデビルマシンガンズ, Ōru Sutā Debiru Mashinganzu) - 74e Down. L'ultime Pentagone (最強の五角形, Saikyō no Gokakkei) - 75e Down. Doburoku, l'entraîneur (トレーナーどぶるく, Torēnā Doburuku) - 76e Down. La frontière vers l'enfer (地獄への境界線, Jigoku e no Kyōkai Sen) - 77e Down. Ces hommes qui succombèrent au charme de l'enfer (地獄に惚れた男達, Jigoku Ni Hore Ta Otoko Tachi) - 78e Down. Las Vegas la lointaine (遥かなるラスベガス, Haruka Naru Rasu Begasu) - 79e Down. En avant, armée des Devil Bat (進めデビルバッツ軍！, Susume Debiru Battsu Gun!)                                 |                  |                   |                  |                   |
| 10 | 4 mai 2004       | 978-4-08-873663-1 | 11 octobre 2006  | 978-2-72-345381-3 |
| Titre du volume : Y a-t-il un loser parmi vous ? Couverture : SenaListe des chapitres : - 80e Down. Le plus haut sommet du Japon (日本で一番高い場所, Nippon De Ichiban Takai Dasho) - 81e Down. Shin versus Panther (進VSパンサー, Shin VS Pansā) - 82e Down. 3000 lieues à la recherche d'un compagnon (仲間を探して三千里, Nakama O Sagashi Te San Senri) - 83e Down. Les protecteurs et ceux qu'ils protègent (守る者 守らざる者, Mamoru Mono Mamora Zaru Mono) - 84e Down. Les spasmes du fantôme (ゴーストの胎動, Gōsuto no Taidō) - 85e Down. Les éclats de diamant diamant (ダイヤの原石たち, Daiya no Genseki Tachi) - 86e Down. Y a-t-il un loser parmi vous ? (負け犬はいるか, Makeinu wa Iru Ka) - 87e Down. Las Vegas, ville de lumières (光の街ラスベガス, Kō no Machi Rasu Begasu) - 88e Down. Le Black Jack, c'est le numéro 21 (BLACK JACKは21, Burakku Jakku wa Ni-Jū ichi)                                                                 |                  |                   |                  |                   |

### Tomes 11 à 20
| no | Japonais         | Japonais          | Français          | Français          |
| no | Date de sortie   | ISBN              | Date de sortie    | ISBN              |
| --- | ---------------- | ----------------- | ----------------- | ----------------- |
| 11 | 3 décembre 2004  | 978-4-08-873683-9 | 3 janvier 2007    | 978-2-72-345382-0 |
| Titre du volume : Le début des hostilités Couverture : Sena et SuzunaListe des chapitres : - 89e Down. Le jour J sera dimanche (決戦は日曜日, Kessen wa Nichiyōbi) - 90e Down. Un athlète à la traîne (遅すぎたアスリート, Oso Sugita Asurīto) - 91e Down. Un rêve de première classe ! (一流の夢, Ichiryū no Yume) - 92e Down. La meilleure passe du Japon (日本一のパス, Nipponichi no Pasu) - 93e Down. Les liens du serment (誓いの絆, Chikai no Kizuna) - 94e Down. Le début des hostilités (大戦開幕, Taisen Kaimaku) - 95e Down. Le jour de la catastrophe de Deimon (泥門、大凶の日, Doromon, Daikyō no Hi) - 96e Down. Le coup de reins explosif (ケツの爆発, Ketsu no Bakuhatsu) - 97e Down. La star de tous les talents (千両役者, Senryōyakusha)                                                                                                |                  |                   |                   |                   |
| 12 | 4 mars 2005      | 978-4-08-873778-2 | 2 mars 2007       | 978-2-72-345383-7 |
| Titre du volume : Devil Bat Ghost Couverture : Sena, Hiruma, Kurita et MontaListe des chapitres : - 98e Down. Devil Bat Ghost (デビルバットゴースト, Debiru Batto Gōsuto) - 99e Down. Qui sème la victoire récolte la tempête (勝利は嵐の序曲, Shōri wa Arashi no Jokyoku) - 100e Down. Mi-temps ! Interludes en 4 cases (ハーフタイム4コマショー, Hāfutaimu Yon Koma Shō) - 101e Down. 99 % crétin (バカ99%！, Baka 99 %!) - 102e Down. Battle Royale (BATTLE ROYALE, Batoru Rowayaru) - 103e Down. La renaissance du royaume (王国の復興, Ōkoku no Fukkō) - 104e Down. Devil Power Max - 105e Down. La puissance du dernier pour cent (1%の力, 1 % no Chikara) - 106e Down. David contre Goliath (巨象とアリの戦い, Kyoto Ari no Tatakai) |                  |                   |                   |                   |
| 13 | 2 mai 2005       | 978-4-08-873805-5 | 2 mai 2007        | 978-2-72-345799-6 |
| Titre du volume : Qui est le vrai ? Couverture : Sena (Eyeshield 21) au Premier Plan ; Mizumashi, Komusubi, Kakei, le vrai Eyeshield 21, Hiruma et Shin en Arrière PlanListe des chapitres : - 107e Down. Qui est le vrai ? (本物は誰だ, Honmono wa Dare Da) - 108e Down. Un vrai corps (本物のボディ, Honmono no Bodi) - 109e Down. Sting (STING, Sutingu) - 110e Down. La dictature de la peur (恐怖政治, Kyōfu Seiji) - 111e Down. Parmi les huit plus forts (8強の世界, Hachi-Kyō no Sekai) - 112e Down. Le footballeur américain légendaire (幻のアメリカンフットボーラー, Maboroshi no Amerikan Futtobōrā) - 113e Down. Tekken (les poings de fer) (鉄拳, Tekken) - 114e Down. Fonce, Uzeki Komusubi ! (うっちゃれ小結関, Ucchare Komusubi Seki) - 115e Down. Comme un feu d'artifice en forme de rat (ねずみ花火のように, Nezumi Hanabi no Yō Ni)    |                  |                   |                   |                   |
| 14 | 4 juillet 2005   | 978-4-08-873829-1 | 11 juillet 2007   | 978-2-72-345811-5 |
| Titre du volume : Le Diable contre le Dieu des Océans Couverture : Sena (Eyeshield 21) et KakeiListe des chapitres : - 116e Down. Le Diable contre le Dieu des Océans (海の神VS悪魔, Umi no Kami VS Akuma) - 117e Down. Un miracle de l'évolution (進化の天才, Shinka no Tensai) - 118e Down. La vanité est un vilain défaut (誇り高き血を, Hokori Takaki Chio) - 119e Down. Mini contre maxi (チビVSデカ, Chibi VS Deka) - 120e Down. High Wava (THE HIGH WAVE, Za Aito Weibu) - 121e Down. L'Atout caché (裏エースの男, Ura Ēsu no Otoko) - 122e Down. Celui qui tire le rideau (終幕を下ろす者, Shūmaku o Orosu Mono) - 123e Down. À l'année prochaine (そして一年後, Soshite Ichi Nen Go) - 124e Down. Nous sommes Poseidon (我の名はポセイドン, Ware no na wa Poseidon)                                                                                |                  |                   |                   |                   |
| 15 | 2 septembre 2005 | 978-4-08-873850-5 | 19 septembre 2007 | 978-2-72-345818-4 |
| Titre du volume : L'élite des guerriers de Tôkyô Couverture : Sena(Eyeshield 21),Liste des chapitres : - 125e Down. La victoire à un fil (0コンマの決戦, 0 Konma no Kessen) - 126e Down. Le bouquet final (最後の花火, Saigo no Hanabi) - 127e Down. Rookie Ace (ルーキーエース, Rūkī Ēsu) - 128e Down. Master of Quickness (MASTER OF QUICKNESS, Masutā Obu Kuikkunesu) - 129e Down. Combat décisif ! La fête du sport de Deimon ! (決戦！！泥門体育祭！, Kessen!! Doromon Taīku Sai!) - 130e Down. Grand final ! Le combat des chars menottés ! (大決戦！！手錠騎馬戦！, Dai Kessen!! Tejō Kiba Sen!) - 131e Down. L'élite des guerriers de Tôkyô (東京最強の戦士たち, Tōkyō Saikyō no Senshi Tachi) - 132e Down. La genèse des Devil Bat (デビルバッツ創世記, Debiru Battsu Sōsei Ki) - 133e Down.' espoir d'un miracle (奇跡への希望, Kiseki e no Kibō) |                  |                   |                   |                   |
| 16 | 4 novembre 2005  | 978-4-08-873874-1 | 12 décembre 2007  | 978-2-72-345826-9 |
| Titre du volume : Après le temps mort, un nouveau jour Couverture :Liste des chapitres : - 134e Down. Jet Coaster Game (ジェットコースターゲーム, Jetto Kōsutā Gēmu) - 135e Down. Le Gumman foudroyant (神速のガンマン, Shinsoku no Ganman) - 136e Down. Western Iron Horse - 137e Down. La défense, c'est l'attaque (対抗策は超攻撃, Taikō Saku wa Chō Kōgeki) - 138e Down. Trois combats, trois défaites (3決戦3タテ, San Kessen San Tate) - 139e Down. Rapid Fire Brain - 140e Down. Le regard de la résignation (待つことに賭けた眼を, Matsu Koto ni Kake Ta Me o) - 141e Down. Après le temps mort, un nouveau jour (タイムアウトの夜明け, Taimu Auto no Yoake) - 142e Down. Les Deimon Devil Bats, révélés ! (真·泥門デビルバッツ！, Shin Doromon Debiru Battsu!)                                                                                     |                  |                   |                   |                   |
| 17 | 5 janvier 2006   | 978-4-08-874006-5 | 13 février 2008   | 978-2-72-346061-3 |
| Titre du volume : La soif de puissance Couverture : Riku, Sena, Shien "Kid" Mushanokoji et HirumaListe des chapitres : - 143e Down. Laser Bullet - 144e Down. Le canon des Devil Bats (デビルバッツの大砲, Debiru Battsu no Taihō) - 145e Down. Le chasseur et sa proie (追う者、追われる者, Ōmono, Owa Reru Mono) - 146e Down. La soif de puissance (最強への渇き, Saikyō e no Kawaki) - 147e Down. Final Trap & Final Hunt (FINAL TRAP & FINAL HUNT, Fainaru Turapu ando Fainaru Hanto) - 148e Down. Le crash supraluminique (光速のクラッシュ, Kōsoku no Kurasshu) - 149e Down. La lutte primitive (原始の戦い, Genshi no Tatakai) - 150e Down. Le Down précipité (早すぎたダウン, Haya Sugi Ta Daun) - 151e Down. L'homme masqué (仮面の男, Kamen no Otoko)                                                                                             |                  |                   |                   |                   |
| 18 | 3 mars 2006      | 978-4-08-874028-7 | 16 avril 2008     | 978-2-72-346062-0 |
| Titre du volume : Sena Kobayakawa Couverture : Akaba et SenaListe des chapitres : - 152e Down. Le champion aux iris rouges (赤い瞳のエース, Akai Hitomi no Ēsu) - 153e Down. La force sans fard (裸の実力, Hadaka no Jitsuryoku) - 154e Down. Sena Kobayakawa (小早川瀬那, Kobayakawa Sena) - 155e Down. American Footballers (アメリカンフットボーラー達, Amerikan Futtobōrā Tachi) - 156e Down. La Kick Team éclatante (最強のキックチーム, Saikyō no Kikku Chīmu) - 157e Down. Spiders Web - 158e Down. La charge irrésistible (無敵の突撃, Muteki no Totsugeki) - 159e Down. Hayato Akaba et Kôtarô Sasaki (赤羽隼人&佐々木コータロー, Akahane Hayato ando Sasaki Kōtarō) - 160e Down. Le défi relevé par Sena (本物への挑戦状, Honmono e no Chōsen Jō)                                                                                                 |                  |                   |                   |                   |
| 19 | 2 juin 2006      | 978-4-08-874107-9 | 4 juin 2008       | 978-2-72-346381-2 |
| Titre du volume : Le successeur Couverture : SenaListe des chapitres : - 161e Down. Le tranchant d'une rafale de vent (太刀風一陣, Tachikaze Ichi Jin) - 162e Down. Plus rapide que le vent (その風よりも疾く, Sono Kaze Yori Mo Toku) - 163e Down. "Eyeshield 21" (「アイシールド21」, Aishīrudo Nijū-Ichi) - 164e Down. Face au meilleur joueur (VSトッププレイヤー, VS Toppu Pureiyā) - 165e Down. Vers la lumière (光の射す方へ, Kō no Sasu Hō e) - 166e Down. Le successeur (継ぐ者, Tsugu Mono) - 167e Down. Epilogue of Tokyo Stage (EPILOGUE OF TOKYO STAGE, Epirōgu obu Tokyo Sutēji) - 168e Down. Vers le niveau national (全国編スタート, Zenkoku Hen Sutāto) - 169e Down. Le dieu incarné (髪の棲む肉体, Kami no Sumu Nikutai) |                  |                   |                   |                   |
| 20 | 4 août 2006      | 978-4-08-874141-3 | 28 août 2008      | 978-2-72-346510-6 |
| Titre du volume : Devil versus God Couverture : Les Devil BatsListe des chapitres : - 170e Down. Huit interviews, une lycéennes - 171e Down. Les éclats de rêve (夢のかけら, Yume no Kakera) - 172e Down. Le lion face au lapin (獅子搏兎, Jishi Toru Usagi) - 173e Down. Devil versus God - 174e Down. Sky Dragon - 175e Down. Dark Dragon - 176e Down. Dragon Fly (FLYING DRAGON, Furaingu Doragon) - 177e Down. Les impulsions divines (神速のインパルス, Shinsoku no Inparusu) - 178e Down. Game Over |                  |                   |                   |                   |

### Tomes 21 à 30
| no | Japonais         | Japonais          | Français         | Français          |
| no | Date de sortie   | ISBN              | Date de sortie   | ISBN              |
| --- | ---------------- | ----------------- | ---------------- | ----------------- |
| 21 | 4 octobre 2006   | 978-4-08-874264-9 | 22 octobre 2008  | 978-2-72-346511-3 |
| Titre du volume : Les 11 joueurs comptent ! Couverture : SenaListe des chapitres : - 179e Down. Croire (信ずるもの, Shinzuru Mono) - 180e Down. Le douzième athlète (12人目のアスリート, Jū-ni Nin Me no Asurīto) - 181e Down. Les ravages d'un médiodre (凡才の刃, Bonsai no Ha) - 182e Down. Hiruma versus les frères Kongô (ヒル魔VS金剛兄弟, Hiruma VS Kongō Kyōdai) - 183e Down. L'instinct (本能, Honnō) - 184e Down. Les 11 joueurs comptent ! (11人居る！！, Jū-ichi Nin Iru!!) - 185e Down. Agon et Unsui (阿含と雲水, Agon to Unsui) - 186e Down. Le numéro gagnant est le 21 (決勝点は21, Kesshō Ten wa Nijū-Ichi) - 187e Down. Ave Maria (アヴェ • マリア, Avue Maria) |                  |                   |                  |                   |
| 22 | 4 décembre 2006  | 978-4-08-874290-8 | 3 décembre 2008  | 9782723465120     |
| Titre du volume : Time-out 0 Couverture : Les Naga, Sena et MontaListe des chapitres : - 188e Down. Midair Showdown (刹那空中決戦, Setsuna Kūchū Kessen) - 189e Down. La prouesse du numéro un (No.1を哮る者, No. Ichi O Takeru Mono) - 190e Down. Celui qui ne peut être ignoré (無視できない男, Mushi Deki Nai Otoko) - 191e Down. Destructeur (DESTROYER, Desutoroiyā) - 192e Down. Time-out 0 - 193e Down. Le magicien qui contrôle le temps (TIME CONTROL MAGICIAN, Taimu Kontorōru Majishan) - 194e Down. Embuscade en mouvement (伏兵のインモーション, Fukuhei no In Mōshon) - 195e Down. Grim Reaper (死神, Shinigami) - 196e Down. Le miracle est dans ces mains (奇跡はその手の中に, Kiseki wa Sono Te no Naka Ni) |                  |                   |                  |                   |
| 23 | 2 février 2007   | 978-4-08-874316-5 | 27 janvier 2009  | 978-2-72-346630-1 |
| Titre du volume : Vers le grand affrontement... Couverture : Les Naga et les Devil BatsListe des chapitres : - 197e Down. Un dixième de seconde (0.1秒, 0.1 Byō) - 198e Down. Le Huddle sans réponse (答無きハドル, Kotae Naki Hadoru) - 199e Down. Gambler (GAMBLER, Gyanburā) - 200e Down. Real Monster (REAL MONSTER, Riaru Monsutā) - 201e Down. L'antiquité face au fossile (古代文明VS古代生物, Kodai Bunmei VS Kodai Seibutsu) - 202e Down. Tyrannosaurus - 203e Down. Trident Tackle - 204e Down. Vers le grand affrontement... (そして決戦へ, Soshite Kessen e) - 205e Down. Le repos des guerriers (戦士の安息日, Senshi no Ansokubi) |                  |                   |                  |                   |
| 24 | 4 avril 2007     | 978-4-08-874340-0 | 8 avril 2009     | 978-2-72-346631-8 |
| Titre du volume : La forteresse imprenable Couverture : Les Devil BatsListe des chapitres : - 206e Down. La relève du royaume (王国の新世紀, Ōkoku no Shin Seiki) - 207e Down. Vouloir être le meilleur (No.1を狙う者, No. Ichi O Nerau Mono) - 208e Down. La tempête (嵐, Arashi) - 209e Down. L'ultime cérémonial (最期のセレモニー, Saigo no Seremonī) - 210e Down. Début en fanfare (開戦のファンファーレ, Kaisen no Fanfāre) - 211e Down. Ikari, l'homme enchaîné (怒りのプリズンチェーン, Ikari no Purizunchēn) - 212e Down. 100 % de risque (RISK : 100%, Risku : 100 %) - 213e Down. La forteresse imprenable (無敵城塞, Muteki Jōsai) - 214e Down. Tous les trois, seuls au monde (3人の世界, San Nin no Sekai) |                  |                   |                  |                   |
| 25 | 4 juillet 2007   | 978-4-08-874383-7 | 20 mai 2009      | 978-2-72-346632-5 |
| Titre du volume : Perfect Player Couverture : Sena et ShinListe des chapitres : - 215e Down. Balise (BALLISTA, Barisuta) - 216e Down. Le plus haut sommet du mont Everest (最頂のエベレスト, Sai Itadaki no Eberesuto) - 217e Down. Perfect Player - 218e Down. Seijûrô Shin (進清十郎, Shin Seijūrō) - 219e Down. L'atout (切り札1枚, Kirifuda Ichi Mai) - 220e Down. Bataille sur le terrain après la pluie (泥まみれの地上戦, Doromamire no Chijō Sen) - 221e Down. Contre les incomparables chevaliers (VS無双騎士団, VS Musō Kishi Dan) - 222e Down. 20 Minutes - 223e Down. Poing crispé (ガチ, Gachi) |                  |                   |                  |                   |
| 26 | 4 septembre 2007 | 978-4-08-874412-4 | 22 juillet 2009  | 978-2-72-347026-1 |
| Titre du volume : Match martial Couverture : Sena et MontaListe des chapitres : - 224e Down. Concasseur fou (CRAZY CRASHER, Kureijī Kurasshā) - 225e Down. Le troisième œil (第三の目, Dai San no Me) - 226e Down. Allume-feu (FIRE STARTER, Faia Sutātā) - 227e Down. Match martial (タッグマッチ, Taggu Macchi) - 228e Down. Les deux As (二人のエース, Ni Nin no Ēsu) - 229e Down. Jeux de balles à deux mains (格闘球技, Kakutō Kyūgi) - 230e Down. Ce que saisit la main (その手に掴む者, Sono Te Ni Tsukamu Mono) - 231e Down. Death Card - 232e Down. Death Game |                  |                   |                  |                   |
| 27 | 2 novembre 2007  | 978-4-08-874433-9 | 7 octobre 2009   | 978-2-72-347027-8 |
| Titre du volume : Seijûrô Shin versus Sena Kobayakawa Couverture : Shin, Sakuraba, Ôtawara et TakamiListe des chapitres : - 233e Down. Au bord de la rupture (LIMIT BREAK, Rimitto Burēku) - 234e Down. Match en plein milieu du brouillard (勝負は霧の中に, Shōbu wa Kiri no Naka Ni) - 235e Down. Les deux ailes du démon (悪魔の両翼, Akuma no Ryōyoku) - 236e Down. Le premier en ténacité (執念一つ, Shūnen Hitotsu) - 237e Down. Guerre sainte (聖戦, Seisen) - 238e Down. Monologue instantané (刹那のモノローグ, Setsuna no Monorōgu) - 239e Down. Seijûrô Shin versus Sena Kobayakawa (進清十郎VS小早川瀬那, Shin Seijūrō VS Kobayakawa Sena) - 240e Down. Jour pluvieux, jour ensoleillé (雨の日も晴の日も, Uno Himo Hare no Himo) - 241e Down. Des fleurs pour nos adversaires (全ての敵に花束を, Subete no Teki Ni Hanataba O)        |                  |                   |                  |                   |
| 28 | 4 février 2008   | 978-4-08-874474-2 | 10 novembre 2009 | 978-2-72-347028-5 |
| Titre du volume : Finale du Tokyo Dôme Couverture : Shien "Kid" Mushanokoji et SenaListe des chapitres : - 242e Down. Les bêtes se nourrissent de victoires (勝利を喰らう獣たちShōri O Kurau Shishi Tachi) - 243e Down. Un monstre vraiment splendide (実に美しき野獣よ, Jitsuni Utsukushiki Yajū Yo) - 244e Down. Affamé (HUNGRY, Hangurī) - 245e Down. Flocon de rêve (夢ひろひら, Yume Hiro Hira) - 246e Down. Un nom d'honneur sur une pierre tombale (墓標に誉れ高き名を, Bohyō Ni Homare Takaki Na O) - 247e Down. Finale du Tokyo Dôme (決戦の東京ドーム, Kessen no Tōkyō Dōmu) - 248e Down. Hiruma Yôichi - Première partie (蛭魔妖一〔上〕, Hiruma Yōichi (Jō)) - 249e Down. Hiruma Yôichi - Milieu de partie (蛭魔妖一〔中〕, Hiruma Yōichi (Chū)) - 250e Down. Hiruma Yôichi - Dernière partie (蛭魔妖一〔下〕, Hiruma Yōichi (Shita)) |                  |                   |                  |                   |
| 29 | 4 avril 2008     | 978-4-08-874495-7 | 10 février 2010  | 9782723470292     |
| Titre du volume : Le Quarterback providentiel Couverture : SenaListe des chapitres : - 251e Down. Les règles du champ de bataille (戦場のルール, Senjō no Rūru) - 252e Down. La finale (決勝, Kesshō) - 253e Down. Le guerrier solitaire sur le champ de bataille (戦士は独り戦場へ, Senshi wa Hitori Senjō e) - 254e Down. Bras droit et bras gauche (右腕&左腕, Uwan ando Sawan) - 255e Down. Le dinosaure qui vole, Pteranodon (翼竜プテラノドン, Tsubasa Ryū Puteranodon) - 256e Down. Chasseur rusé (狡猾なるハンター, Kōkatsu Naru Hantā) - 257e Down. Hiruma versus Marco (ヒル魔VSマルコ, Hiruma VS Maruko) - 258e Down. La lumière d'un rêve (夢の灯, Yume no Akari) - 259e Down. Le Quarterback providentiel (二代目のクォーターバック, Nidaime no Kuōtābakku)                                                                          |                  |                   |                  |                   |
| 30 | 4 juin 2008      | 978-4-08-874523-7 | 21 avril 2010    | 978-2-72-347481-8 |
| Titre du volume : This is american football Couverture : Les Devil BatsListe des chapitres : - 260e Down. Bizut (ルーキー, Rūkī) - 261e Down. Ceux en qui ils croient (盲信者たち, Mōshin Sha Tachi) - 262e Down. This is american football - 263e Down. Pas encore mort (UNDEAED, Andeddo) - 264e Down. Mort (死者, Shisha) - 265e Down. Gargouille (悪魔の石像, Akuma no Sekizō) - 266e Down. La longue passe d'une seule vie (命のロングパス, Inochi no Rongu Pasu) - 267e Down. Marteau (鉄槌, Tettsui) - 268e Down. L'homme qui regarde seulement vers le haut (その男はただ頂点だけを見て, Sono Otoko wa Tada Chōten Dake o Mite) |                  |                   |                  |                   |

### Tomes 31 à 37
| no | Japonais        | Japonais          | Français        | Français          |
| no | Date de sortie  | ISBN              | Date de sortie  | ISBN              |
| --- | --------------- | ----------------- | --------------- | ----------------- |
| 31 | 4 août 2008     | 978-4-08-874553-4 | 16 juin 2010    | 978-2-72-347482-5 |
| Titre du volume : And the winner is... Couverture : Marco, Gaô et Hiromi KisaragiListe des chapitres : - 269e Down. Le gardien le plus fort (最強の守護獣, Saikyō no Shugo Jū) - 270e Down. Devil Dragon - 271e Down. L'âme du Runningback (RUNNER'S SOUL, Ran'nā Sōru) - 272e Down. Victoire (勝て, Kate) - 273e Down. And the winner is... - 274e Down. MVP - 275e Down. Le Quarterback du plus puissant empire (最強帝国のクォーターバック, Saikyō Teikoku no Kuōtābakku) - 276e Down. Sortie éducative à l'école de Teikoku ! (帝黒学園見学ツアー！, Tei Kuro Gakuen Kengaku Tsuā!) - 277e Down. All Star (オールスター, Ōrusutā) |                 |                   |                 |                   |
| 32 | 4 novembre 2008 | 978-4-08-874590-9 | 25 août 2010    | 978-2-72-347483-2 |
| Titre du volume : Xmas Bowl Couverture : Shin et SenaListe des chapitres : - 278e Down. L'entraîneur personnel le plus fort (最高のマンツーマンコーチ, Saikō no Mantsūman Kōchi) - 279e Down. Le meilleur gant du monde (世界一のグローブ, Sekaīchi no Gurōbu) - 280e Down. Naturellement doué (天賦の才, Tenpu no Sai) - 281e Down. Christmas Bowl - 282e Down. Allstar Spirits - 283e Down. Prédiction absolue (絶対予告, Zettai Yokoku) - 284e Down. La lignée des cavaliers du ciel (天空人の血族, Tenkū Jin no Ketsuzoku) - 285e Down. Koizumi Karin (小泉香燐, Koizumi Karin) - 286e Down. Run versus Run |                 |                   |                 |                   |
| 33 | 5 janvier 2009  | 978-4-08-874616-6 | 20 octobre 2010 | 978-2-72-347484-9 |
| Titre du volume : L'erreur du démon Couverture : Monta et Taka HonjôListe des chapitres : - 287e Down. Caesar charge ! (帝王のチャージ, Teiō no Chāji) - 288e Down. Chris Cross - 289e Down. Les batailles aériennes regardent les concours (空中戦はにらめっこ, Kūchū Sen wa Niramekko) - 290e Down. La lettre royale de Darrell (ダレル·ロイヤルの手紙, Dareru Roiyaru no Tegami) - 291e Down. Le dernier Huddle (最後のハドル, Saigo no Hadoru) - 292e Down. Carte n°21 (CARD NO.21, Kādo nāmbā tuwentī wan) - 293e Down. x8 - 294e Down. La balle vit toujours (ボールは生きている, Bōru wa Iki Te Iru) - 295e Down. L'erreur du démon (悪魔のミス, Akuma no Misu) |                 |                   |                 |                   |
| 34 | 4 mars 2009     | 978-4-08-874641-8 | 5 janvier 2011  | 978-2-72-347485-6 |
| Titre du volume : The Last of Deimon Devil Bats Couverture : Takeru Yamato et SenaListe des chapitres : - 296e Down. La voix d'une nouvelle dimension (新次元の道, Shin Jigen no Michi) - 297e Down. Restez soudé, Deimon (背中合わせの悪魔たち, Senakāwase no Akuma Tachi) - 298e Down. L'intelligence pour les idiots (バカに頭脳, Baka Ni Zunō) - 299e Down. Le coéquipier le plus faible (最弱のチームメイト, Sai Jaku no Chīmumeito) - 300e Down. La parade du retour triomphal de l'empire (帝国凱旋パレード, Teikoku Gaisen Parēdo) - 301e Down. Cours ! (走, Hashi) - 302e Down. Écoutes le souffle de la balle (ボールの吐息を聴け, Bōru no Toiki o Kike) - 303e Down. The Last of Deimon Devil Bats - 304e Down. Finale - 305e Down. Je suis un footballeur américain ! (I AM AN AMERICAN FOOTBALLER, Ai Am An Amerikan Futtobōrā) |                 |                   |                 |                   |
| 35 | 1er mai 2009    | 978-4-08-874664-7 | 2 mars 2011     | 978-2-72-347585-3 |
| Titre du volume : The world is mine Couverture : SenaListe des chapitres : - 306e Down. La Coupe du Monde (WORLD CUP, Wārudo Kappu) - 307e Down. Grande réunion (大集結せよ！！, Dai Shūketsu Seyo!!) - 308e Down. L'équipe du Japon (TEAM JAPAN, Chīmu Japan) - 309e Down. The world is mine - 310e Down. Japon versus Russie (JAPAN VS RUSSIA, Japan VS Roshia) - 311e Down. Brûlez, bande de bizuts ! (燃えよルーキー, Moeyo Rūkī) - 312e Down. Vers une nouvelle génération (新世代へ, Shin Sedai e) - 313e Down. Ambition (野心, Yashin) - 314e Down. I love american football - 315e Down. Pentagramme (五芒の星, Go Susuki no Hoshi) |                 |                   |                 |                   |
| 36 | 4 août 2009     | 978-4-08-874713-2 | 4 mai 2011      | 978-2-72-347888-5 |
| Titre du volume : Sena versus Panther Couverture : Sena, Agon, Gaô et Donald "Mr. Don" ObermanListe des chapitres : - 316e Down. L'empereur de la route (帝王学, Teiō Gaku) - 317e Down. La carte qui a été échangée (配られたカードは, Kubara Reta Kādo wa) - 318e Down. Compte à rebours 13 (COUNTDOWN 13, Kauntodaun Fātīn) - 319e Down. Les États-Unis (UNITED STATES OF AMERICA, Yunaiteddo Suteitsu obu Amerika) - 320e Down. Le pays du mérite (実力の国, Jitsuryoku no Kuni) - 321e Down. Je suis le numéro un (I AM NO.1, Ai am nāmbā wan) - 322e Down. Sena versus Panther - 323e Down. Les deux meilleurs runningback (Wエースランナー, Daboru Yu Ēsu Rannā) - 324e Down. Le poème de la résurrection (復活の詩, Fukkatsu no Shi)                                                                                                 |                 |                   |                 |                   |
| 37 | 2 octobre 2009  | 978-4-08-874735-4 | 29 juin 2011    | 978-2-72-347889-2 |
| Titre du volume : Ready Set Hut Couverture : Kurita, Hiruma et SenaListe des chapitres : - 325e Down. Double Devil - 326e Down. Leçon de manipulation avec Yôichi Hiruma et Clifford D. Lewis (ヒル魔妖一とクリフォード·D·ルイスのカード捌き講座, Hiruma Yōichi to Kurifōdo D Ruisu no Kādo Sabaki Kōza) - 327e Down. Tant qu'il y aura un chemin (途があるならば, Toga Aru Naraba) - 328e Down. Tag Match - 329e Down. Une des fichues étoiles (屑星一つ, Kuzu Boshi Hitotsu) - 330e Down. Les yeux d'un homme (雄の眼, Yū no Me) - 331e Down. Mon rêve (僕の夢は, Boku no Yume wa) - 332e Down. Do you want to kiss your sister ? - Touch Down. Ready Set Hut |                 |                   |                 |                   |

## Volumes spéciaux
- Eye Shield 21 - Ballers High
  - 4 octobre 2005 au  Japon -  (ISBN 978-4-08-873758-4)[1]
  - 30 novembre 2011 en  France -  (ISBN 978-2-72-347850-2)[2]

- Eye Shiel 21 - Field of Colors
  - 20 novembre 2006 au  Japon-  (ISBN 978-4-08-874097-3)

### Shueisha Books
1. 1 2  Tome 1
2. 1 2  Tome 2
3. 1 2  Tome 3
4. 1 2  Tome 4
5. 1 2  Tome 5
6. 1 2  Tome 6
7. 1 2  Tome 7
8. 1 2  Tome 8
9. 1 2  Tome 9
10. 1 2  Tome 10
11. 1 2  Tome 11
12. 1 2  Tome 12
13. 1 2  Tome 13
14. 1 2  Tome 14
15. 1 2  Tome 15
16. 1 2  Tome 16
17. 1 2  Tome 17
18. 1 2  Tome 18
19. 1 2  Tome 19
20. 1 2  Tome 20
21. 1 2  Tome 21
22. 1 2  Tome 22
23. 1 2  Tome 23
24. 1 2  Tome 24
25. 1 2  Tome 25
26. 1 2  Tome 26
27. 1 2  Tome 27
28. 1 2  Tome 28
29. 1 2  Tome 29
30. 1 2  Tome 30
31. 1 2  Tome 31
32. 1 2  Tome 32
33. 1 2  Tome 33
34. 1 2  Tome 34
35. 1 2  Tome 35
36. 1 2  Tome 36
37. 1 2  Tome 37

### Glénat Manga
1. 1 2  Tome 1
2. 1 2  Tome 2
3. 1 2  Tome 3
4. 1 2  Tome 4
5. 1 2  Tome 5
6. 1 2  Tome 6
7. 1 2  Tome 7
8. 1 2  Tome 8
9. 1 2  Tome 9
10. 1 2  Tome 10
11. 1 2  Tome 11
12. 1 2  Tome 12
13. 1 2  Tome 13
14. 1 2  Tome 14
15. 1 2  Tome 15
16. 1 2  Tome 16
17. 1 2  Tome 17
18. 1 2  Tome 18
19. 1 2  Tome 19
20. 1 2  Tome 20
21. 1 2  Tome 21
22. 1 2  Tome 22
23. 1 2  Tome 23
24. 1 2  Tome 24
25. 1 2  Tome 25
26. 1 2  Tome 26
27. 1 2  Tome 27
28. 1 2  Tome 28
29. 1 2  Tome 29
30. 1 2  Tome 30
31. 1 2  Tome 31
32. 1 2  Tome 32
33. 1 2  Tome 33
34. 1 2  Tome 34
35. 1 2  Tome 35
36. 1 2  Tome 36
37. 1 2  Tome 37